# Alfred Radcliffe-Brown

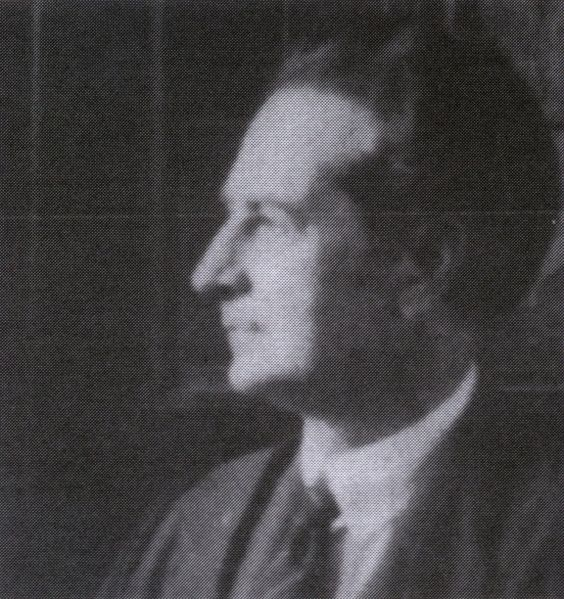
Alfred Radcliffe-Brown.

Alfred Reginald Radcliffe-Brown (geboren als Alfred Reginald Brown am 17. Januar 1881 in Aston bei Birmingham, England; gestorben am 24. Oktober 1955 in London) war ein Pionier der britischen Sozialanthropologie und Mitbegründer des Strukturfunktionalismus.

## Leben
Radcliffe-Brown stammte aus Birmingham. Seine Familie war nicht wohlhabend, und so konnte er froh sein, von 1890 bis 1896 die Commercial Travellers’ School in Pinner bei London besuchen zu können, eine 1845 für Waisen und bedürftige Kinder von Handelsreisenden gegründete Schule. Anschließend besuchte er bis 1898 die King Edward’s School in Birmingham und studierte von 1902 bis 1906 mit einem Stipendium Psychologie und Humanwissenschaften (mental and moral science tripos) am Trinity College der Universität Cambridge bei A. C. Haddon und W. H. R. Rivers. 1904 erwarb er dort den Bachelor. In seiner Studienzeit interessierte er sich für die Ideen des Anarchismus und las Kropotkin, weshalb er von seinen Kommilitonen „Anarchy Brown“ genannt wurde. Von 1908 bis 1914 war er Fellow des Trinity College und von 1909 bis 1910 Dozent an der London School of Economics. In seinen Jugendjahren litt er an einer Tuberkuloseerkrankung, deren Folgen ihm zeit seines Lebens zu schaffen machen sollten.
Nach dem Ausbruch des Ersten Weltkriegs leitete er von 1915 bis 1917 in Australien die Sydney Church of England Grammar School und war von 1918 bis 1919 Erziehungsleiter im Königreich Tonga. 1921 wurde er der jeweils erste Professor für Anthropologie bzw. Sozialanthropologie an den Universitäten Kapstadt (1921–1925), Sydney (1926–1931) und Oxford (1937–1946). Von 1931 bis 1937 lehrte er an der Universität Chicago und von 1947 bis 1949 an der Universität Alexandria. Darüber hinaus hatte er Gastprofessuren an den Universitäten Yenching (1935/1936), São Paulo (1942–1944), Manchester (1950) und an der Rhodes-Universität in Südafrika (1952).
Radcliffe-Brown war einer der ersten britischen Anthropologen, der sich von der „Lehnstuhl-Anthropologie“ abwandte, die sich darauf beschränkte, von Missionaren und Reisenden gesammeltes Material auszuwerten, und Feldforschung betrieb. Von 1906 bis 1908 arbeitete er auf den Andamanen, von 1910 bis 1912 bei den Ureinwohnern Westaustraliens und zwischen 1914 und 1930 für kürzere Zeiträume in mehreren australischen Bundesstaaten. Betreffend der von ihm ausgewerteten Quellen gibt es Unsicherheiten, aber es trifft nicht zu, dass er sich auf den Andamanen oder in Australien nur auf die Insassen von Gefängnissen und Krankenhäusern stützte. Er unternahm ausgedehnte Reisen, bei denen er vor allem Verwandtschaftssysteme, soziale Organisation und den Totemismus erforschte.
Radcliffe-Brown gehörte zu jenen Akademikern, die weniger durch die Veröffentlichung von Artikeln und Monographien hervortraten, sondern die als akademische Lehrer in ihrer Disziplin einen die Entwicklung bestimmenden Einfluss gewannen. Das trifft auf Radcliffe-Brown und die Sozialanthropologie in den angelsächsischen Ländern zu. Seine Vorlesungen in Kapstadt und Sydney vermittelten seinen Studenten einen umfassenden Überblick über den aktuellen Stand der Anthropologie, insbesondere über die Theorien der französischen Schule der Soziologie. Dabei hatte er stets um angemessene Mittel für Forschungsprogramme zu kämpfen. Seine forschungspolitischen Ziele in den USA hatte er nicht erreicht, als er 1937 nach Oxford ging, wo der Ausbruch des Zweiten Weltkriegs und die dadurch bedingten Sparmaßnahmen verhinderten, dass er seine Pläne vor seiner Emeritierung dort umsetzen konnte. Zudem hielt er sich von 1942 bis 1944 mit einer Kulturmission des British Council in Brasilien auf. Er hatte sich gegen seine Emeritierung gesträubt und bedauerte nachträglich, die USA verlassen zu haben.
Radcliffe-Brown war, zumindest in seinen frühen Jahren, stark durch die Ideen von Émile Durkheim und Marcel Mauss beeinflusst, die er bei einem Aufenthalt in Frankreich kennen gelernt hatte, und er leistete viel, um diese Ideen im angelsächsischen Raum zu verbreiten.
Heute wird Radcliffe-Brown zusammen mit Bronisław Malinowski als Gründer der Sozialanthropologie gesehen. Radcliffe-Browne kritisierte in seinen Arbeiten zwar Malinowski kaum direkt, setzte sich aber deutlich von ihm ab, indem er es beispielsweise ablehnte, sich der funktionalistischen Richtung zuordnen zu lassen.
Insgesamt war es weniger seine Sache, aufgrund einer relativ schmalen Forschungsbasis recht weitreichende Theorien zu bilden, vielmehr lag das Gewicht, vor allem bei seiner akademischen Wissensvermittlung, auf der Methode. Sein Ziel war es, eine der vergleichenden Methode der Linguistik entsprechende Methodik in der Sozialanthropologie zu etablieren, die aus dem Vergleich einer breiten Basis von Kulturen und Gesellschaften dann gültige Schlüsse ziehen könnte.
1910 hatte er sich mit Winifred Marie Lyon verheiratet, mit der er eine Tochter hatte. Nach 1926 hatten die Ehepartner sich entfremdet, ohne sich scheiden zu lassen. Radcliffe-Brown litt seit vielen Jahren infolge der Tuberkulose in seiner Jugend an Lungenproblemen, die sich 1954 während eines Aufenthalts in Südafrika durch einen Sturz mit mehreren Rippenbrüchen noch einmal verschlimmert hatten. Er kehrte als schwerkranker Mann nach England zurück und verstarb am 24. Oktober 1955 im Alter von 74 Jahren im St Pancras Hospital in London. Sein Leichnam wurde im Londoner Golders Green Crematorium eingeäschert.

## Auszeichnungen
Seit 1909 war Radcliffe-Brown Fellow des Royal Anthropological Institute (RAI) und von 1940 bis 1942 dessen Präsident. Seit 1948 war er auswärtiges Mitglied der Königlich Niederländischen Akademie der Wissenschaften. 1950 wurde er zum Mitglied der British Academy gewählt. Zudem war er Präsident der Association of Social Anthropologists auf Lebenszeit.
- 1938 Rivers Medal des RAI
- 1945 Henry Myers Lecturer
- 1951 Huxley Memorial Medal des RAI

## Schriften
Monographien
- The Andaman Islanders : A Study in Social Anthropology. 1922.
- Social Organization of Australian Tribes. 1931

Artikel, Aufsätze
- The Distribution of Native Tribes in Part of Western Australia. 1912.
- Three Tribes of Western Australia. 1913.
- Methods of Ethnology and Social Anthropology. 1923.
- The Sociological Theory of Totemism. 1930.
- The Present Position of Anthropological Studies. 1931.
- The Social Organization of Australian Tribes. 1931.
- Structure and Function in Primitive Society. 1935.
- On Joking relationships. 1940.
- Vorwort zu Meyer Fortes, E. E. Evans-Pritchard (Hrsg.): African Political Systems. 1940.
- Religion and Society. 1945.
- White’s View of a Science of Culture. 1949.
- The Comparative Method in Social Anthropology. 1951.
- Murngin Social Organization. 1951.
- On Australian Local Organization. 1956.

Sammlungen
- Structure and Function in Primitive Society : Essays and Addresses. Vorwort von E. E. Evans-Pritchard und Fred Eggan. Cohen West, London 1952.
- A Natural Science of Society. Free Prees, Glencoe Ill. 1957 (basierend auf Vorlesungen an der Universität Chicago 1937).
- Method in Social Anthropology : Selected Essays. University of Chicago Press, Chicago 1958.
- The Social Anthropology of Radcliffe-Brown. Hrsgg. von Adam Kuper. Routledge and Kegan Paul, London 1977, ISBN 0-7100-8556-7.

Herausgeber
- mit Daryll Forde: African Systems of Kinship and Marriage. Oxford University Press, London 1950.